# Kallstroemia parviflora
Kallstroemia parviflora är en pockenholtsväxtart som beskrevs av J.B.S. Norton. Kallstroemia parviflora ingår i släktet Kallstroemia och familjen pockenholtsväxter. Inga underarter finns listade i Catalogue of Life.